# Парад-Алле (фільм)
«Парад-Алле» — радянський фільм-концерт 1969 року, знятий режисерами Іллею Гутманом, Володимиром Кусовим і Зиновієм Гердтом.

## Сюжет
Фільм-концерт за участю артистів цирку.

## У ролях
- Юрій Нікулін — коментатор, клоун у парі Михайлом Шуйдіним — репризи «Факір» та «Коні»
- Зиновій Гердт — коментатор
- Юрій Дуров — дресирувальник
- Михайло Рум'янцев — клоунада «Венера» 
- Ірина Шестуа — повітряна гімнастка, номер «Російська палиця»
- Борис Асатурян — повітряний гімнаст, номер «Російська палиця»
- Рафаїл Асатурян — повітряний гімнаст, номер «Російська палиця»
- Микола Єрмаков — дресирувальник, номер «Школа собак»
- Микола Сухов — повітряний політ «Галактика»
- Валентин Філатов — номер «Ведмежий цирк»
- Маргарита Назарова — дресура левів та тигрів
- Едуард Аберт — жонглер
- Олег Попов — реприза «Кухар»
- Надія Маяцька — мотоциклістка, «Куля сміливості»
- Марина Маяцька — мотоциклістка, «Куля сміливості»
- Ігор Кіо — ілюзіоніст
- Валентина Суркова — коде-парель
- Вікторія Ольховикова — дресирувальник, «Собачий футбол»
- Дзерасса Туганова — джигіт
- Михайло Шуйдін — клоун, репризи «Факір» та «Коні»
- Маргарита Шаєвська — жонглер
- Геннадій Будницький — жонглер
- Анатолій Майоров — Ведмежий хокей. Цирк на льоду
- Тетяна Лебедєва — номер «Російська палиця»
- Юрій Кисельов — номер «Російська палиця»
- Юрій Макаров — номер «Російська палиця»
- Надія Костромічева — «Погоня. Цирк на льоду»
- Володимир Редін — «Погоня. Цирк на льоду»
- Борис Яковлєв — «Погоня. Цирк на льоду».
- Антоніна Хазова — повітряна гімнастка
- Станіслав Черних — еквілібрист на котушках
- Геннадій Маковський — реприза «Котушки»
- Генріх Ротман — реприза «Котушки»
- Володимир Волжанський — канатоходець
- Маріанна Волжанська — канатоходець
- Венедикт Бєляков — акробати на гойдалці
- Рабадан Абакаров — канатоходець

## Знімальна група
- Режисери — Ілля Гутман, Володимир Кусов, Зиновій Гердт
- Сценаристи — Аркадій Арканов, Ілля Гутман, Зиновій Гердт
- Оператори — Віктор Усанов, Ілля Гутман
- Композитори — Михайло Меєрович, Андрій Севастьянов, Микола Соколов, Арто Заргарян
- Художник — Валентин Андрієвич